# Szparag sierpowaty
Szparag sierpowaty (Asparagus falcatus L.), zwany też asparagusem sierpowatym – gatunek rośliny ozdobnej z rodziny szparagowatych. Pochodzi z tropikalnych rejonów Afryki.

## Morfologia
PokrójWzniesiony lub zwisający. Ma wspinające się pędy z niewielkimi cierniami.
LiściePrzekształcone zostały w łuski, natomiast ich funkcję spełniają gałęziaki, czyli przekształcone pędy boczne. Wyrastają skrętolegle, mają sierpowaty kształt i długość 5–8 cm.
KwiatyDrobne, białe, zebrane w duże kwiatostany.

## Zastosowanie
W wielu krajach świata jest uprawiany jako roślina ozdobna. W warunkach polskich może być uprawiany jako roślina pokojowa lub  w szklarniach. W domu potrzebuje dużo światła i przestrzeni. Potrzebuje słonecznego stanowiska i wilgotnego powietrza. Jest atakowany przez mszyce i przędziorki.